# Monkî, Krasîliv
Monkî (în ucraineană Моньки) este un sat în comuna Cernelivka din raionul Krasîliv, regiunea Hmelnîțkîi, Ucraina.

## Demografie
Componența lingvistică a localității Monkî
     Ucraineană (99,25%)
     Alte limbi (0,75%)
Conform recensământului din 2001, majoritatea populației localității Monkî era vorbitoare de ucraineană (99,25%), existând în minoritate și vorbitori de alte limbi.